# لری رزن
لری رُزن (انگلیسی: Larry Rosen؛ ۲۵ مهٔ ۱۹۴۰ – ۹ اکتبر ۲۰۱۵) موسیقی‌دان اهل ایالات متحده آمریکا بود.
از فیلم‌ها یا مجموعه‌های تلویزیونی که وی در آن‌ها نقش داشته است، می‌توان به خانواده پارتریج اشاره نمود.